# HOXB5
HOXB5 (англ. Homeobox B5) – білок, який кодується однойменним геном, розташованим у людей на короткому плечі 17-ї хромосоми. Довжина поліпептидного ланцюга білка становить 269 амінокислот, а молекулярна маса — 29 434.
| 10         |  | 20         |  | 30         |  | 40         |  | 50         |
| ---------- |  | ---------- |  | ---------- |  | ---------- |  | ---------- |
| MSSYFVNSFS |  | GRYPNGPDYQ |  | LLNYGSGSSL |  | SGSYRDPAAM |  | HTGSYGYNYN |
| GMDLSVNRSS |  | ASSSHFGAVG |  | ESSRAFPAPA |  | QEPRFRQAAS |  | SCSLSSPESL |
| PCTNGDSHGA |  | KPSASSPSDQ |  | ATSASSSANF |  | TEIDEASASS |  | EPEEAASQLS |
| SPSLARAQPE |  | PMATSTAAPE |  | GQTPQIFPWM |  | RKLHISHDMT |  | GPDGKRARTA |
| YTRYQTLELE |  | KEFHFNRYLT |  | RRRRIEIAHA |  | LCLSERQIKI |  | WFQNRRMKWK |
| KDNKLKSMSL |  | ATAGSAFQP  |  |            |  |            |  |            |

A: Аланін

C: Цистеїн

D: Аспарагінова кислота

E: Глутамінова кислота

F: Фенілаланін

G: Гліцин

H: Гістидин

I: Ізолейцин

K: Лізин

L: Лейцин

M: Метіонін

N: Аспарагін

P: Пролін

Q: Глутамін

R: Аргінін

S: Серин

T: Треонін

V: Валін

W: Триптофан

Кодований геном білок за функцією належить до білків розвитку. 
Задіяний у таких біологічних процесах, як транскрипція, регуляція транскрипції. 
Білок має сайт для зв'язування з ДНК. 
Локалізований у ядрі.